# Tarasa meyeri
Tarasa meyeri är en malvaväxtart som beskrevs av Antonio Krapovickas. Tarasa meyeri ingår i släktet Tarasa och familjen malvaväxter. Inga underarter finns listade i Catalogue of Life.